# Głownia zwarta jęczmienia

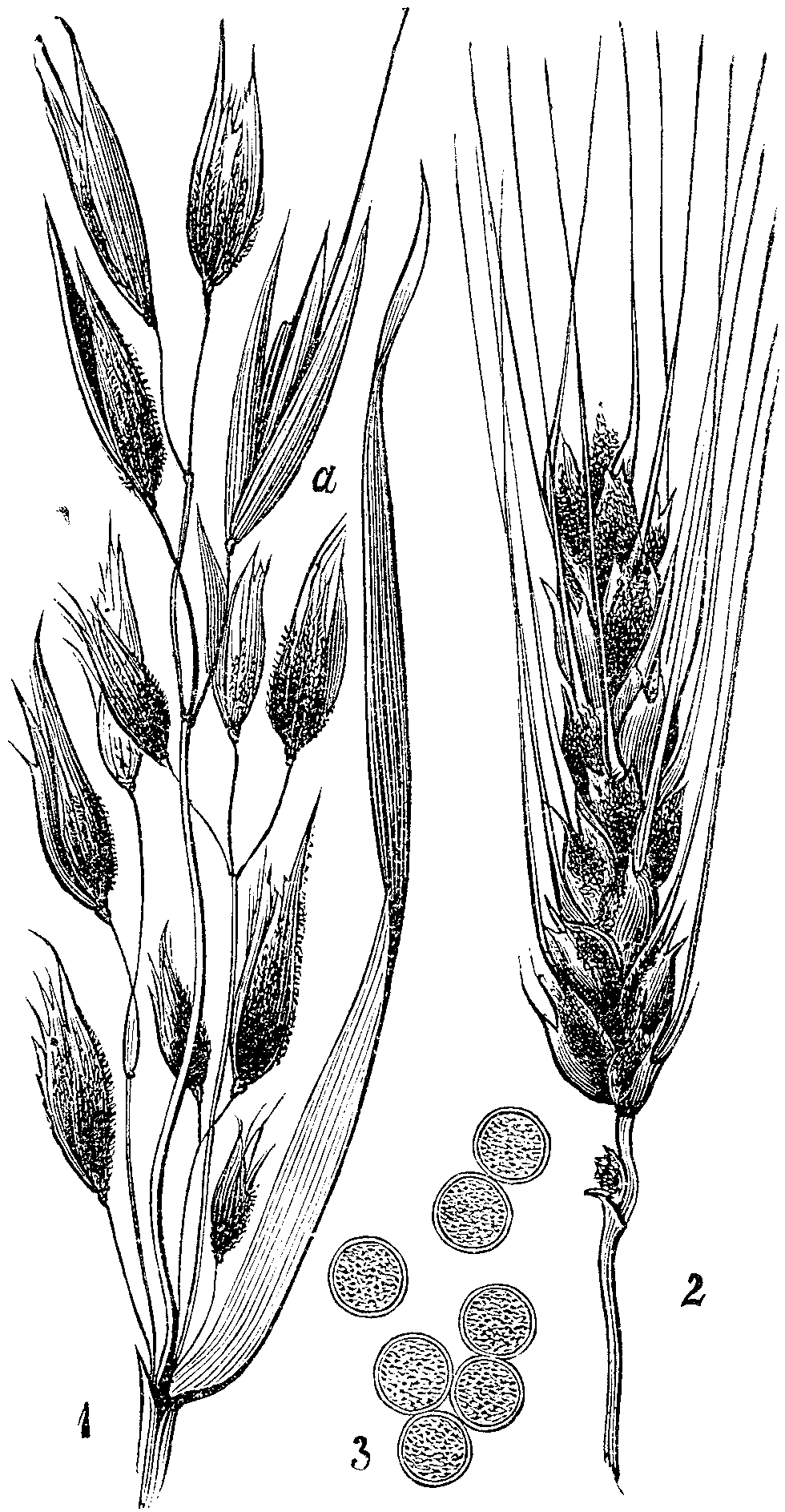
Objawy choroby wywołanej przez głownie u owsa (1), jęczmienia (2) oraz teliospory (3)

Głownia zwarta jęczmienia – grzybowa choroba jęczmienia wywoływana przez Ustilago hordei zaliczany do rodziny głowniowatych (Ustilaginaceae).

## Występowanie i szkodliwość
Choroba występuje od dawna we wszystkich rejonach uprawy jęczmienia w których nie stosuje się zaprawiania nasion. Zmniejsza plony jęczmienia i powoduje także pogorszenie jego jakości. Straty plonu ziarna są wprost proporcjonalne do ilości chorych roślin.

## Objawy
Pierwsze objawy tej choroby są widoczne dopiero w trakcie kłoszenia, kiedy z pochew liściowych wydostają się ciemnobrunatne kłosy. U chorych roślin odbywa się to nieco później, niż u zdrowych. Kłoski na zainfekowanym kłosie są zamienione w brunatnoczarne skupienia zarodników zwanych teliosporami. Otoczone są srebrzystą osłonką złożoną z resztek plew i plewek. Osłonka utrzymuje się przez długi czas, dzięki czemu teliospory na polu nie rozsiewają się. Następuje to dopiero podczas młocki.
Podobne objawy u jęczmienia spowodowane są przez grzyb Ustilago nuda wywołujący głownię pylącą jęczmienia, a u owsa przez grzyb Ustilago avenae powodujący głownię pylącą owsa, ale w przypadku tych chorób osłonka na chorych kłosach czy wiechach jest bardzo delikatna i teliospory rozsiewają się na polu, podczas ocierania się o siebie kłosów i wiech poruszanych przez wiatr.   

## Ochrona
Nie stosuje się opryskiwania fungicydami plantacji. Wystarcza zapobiegania polegające na używaniu do siewu ziaren niezanieczyszczonych teliosporami i zaprawianie nasion fungicydami.